# آنری روسو
آنری ژولین فِلیکس روسو (به فرانسوی: Henri Julien Félix Rousseau)‏ (۲۱ مه ۱۸۴۴–۲ سپتامبر ۱۹۱۰) یک نقاش پسادریافتگر خودآموختهٔ فرانسوی بود.
او مامور گمرک بود و توضیحی طنزآمیز از شغلش به عنوان جمع‌کننده عوارض و مالیات داده‌است. وی نقاشی را به‌طور جدی در اوایل دهه چهل زندگی‌اش آغاز کرد. در سن ۴۹ سالگی از شغل خود بازنشسته شد و تمام وقت در هنر خود فعالیت نمود.
آنری روسو در طول عمر خود توسط منتقدان مورد نقد قرار می‌گرفت، اما بعد به‌عنوان یک نبوغ خودآموخته‌ای شناخته شد که آثارش از کیفیت هنری بالایی برخوردارند. کارهای روسو تأثیر گسترده‌ای بر چندین نسل از هنرمندان آوانگارد گذاشت.

## نگارخانه

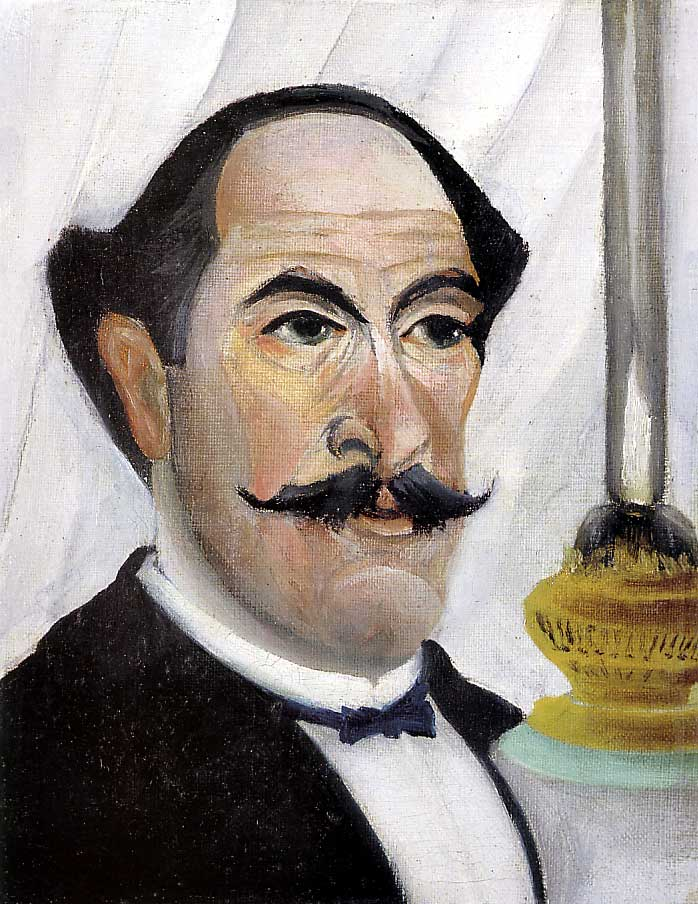
خودنگاره با چراغ نفتی ۱۹۰۳ م. رنگ‌روغن روی بوم موزه پیکاسو
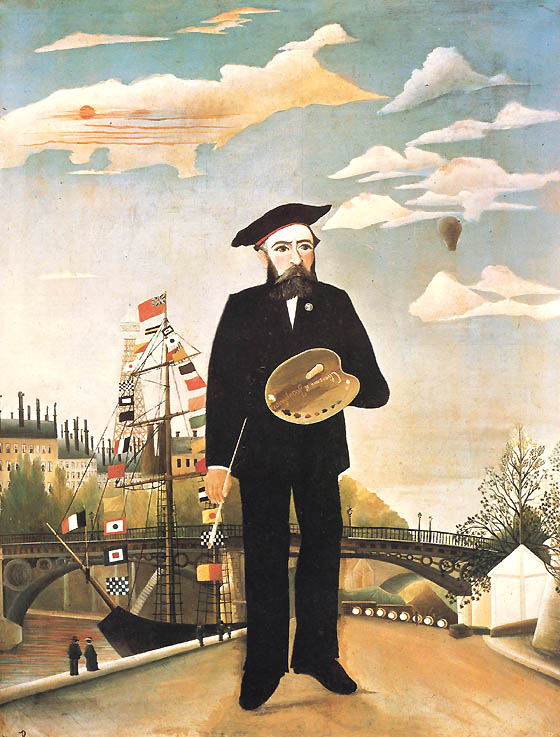
خودنگاره رنگ‌روغن روی بوم، ۱۸۹۰. گالری ملی پراگ
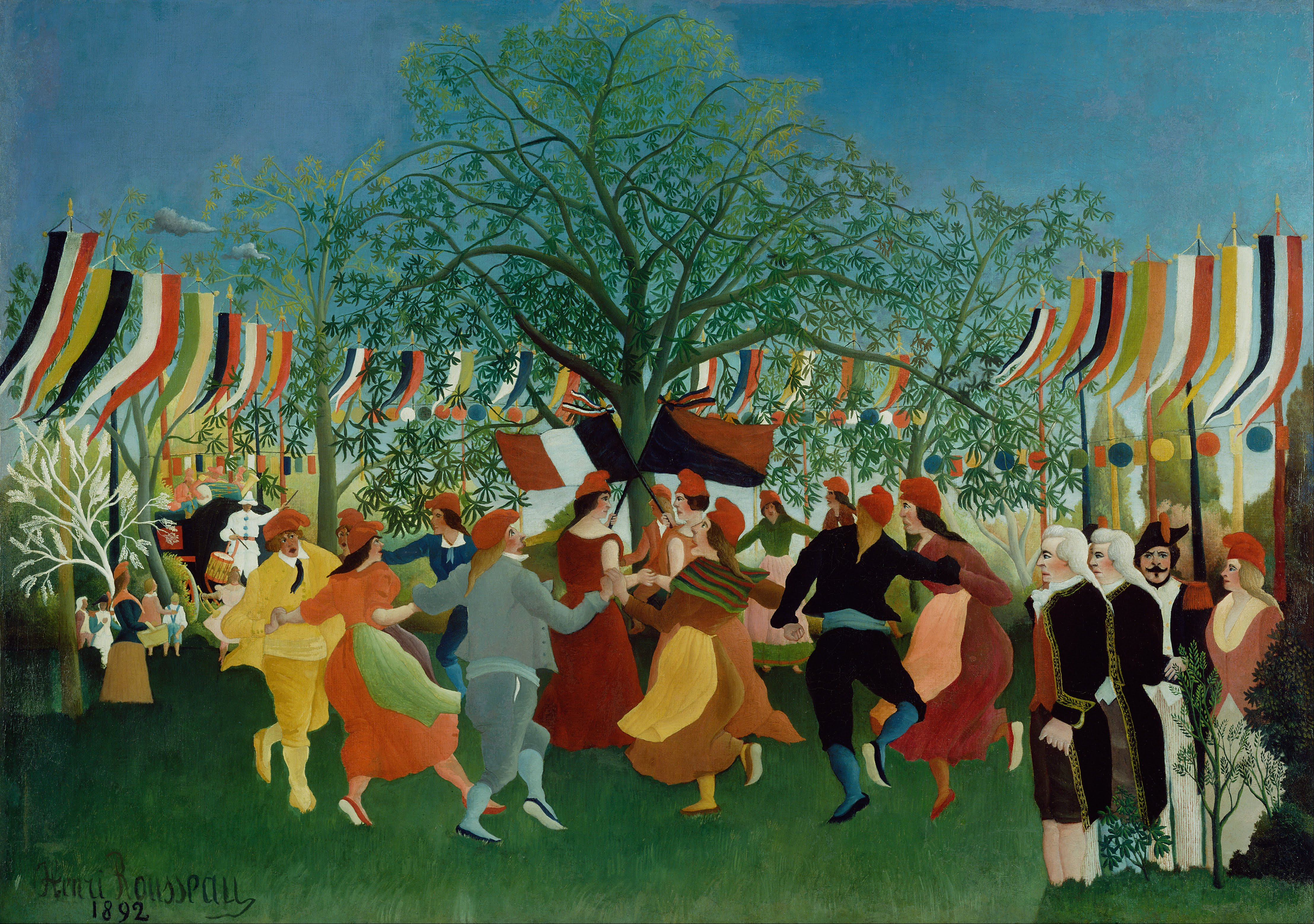
یکصدمین سالگرد استقلال ۱۸۹۲ م. موزه جی. پال گتی
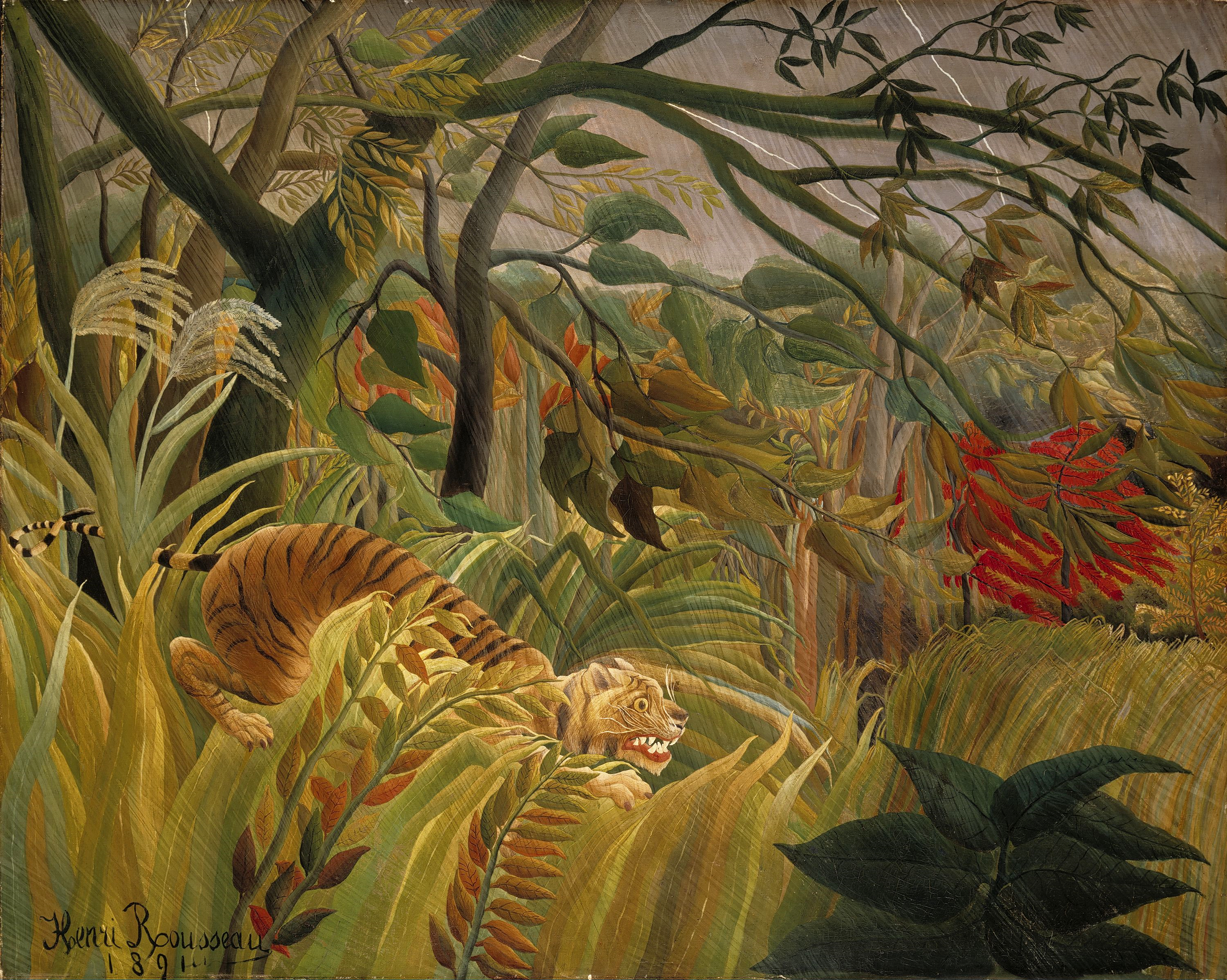
ببر در طوفان گرمسیری رنگ‌روغن روی بوم، ۱۸۹۱.
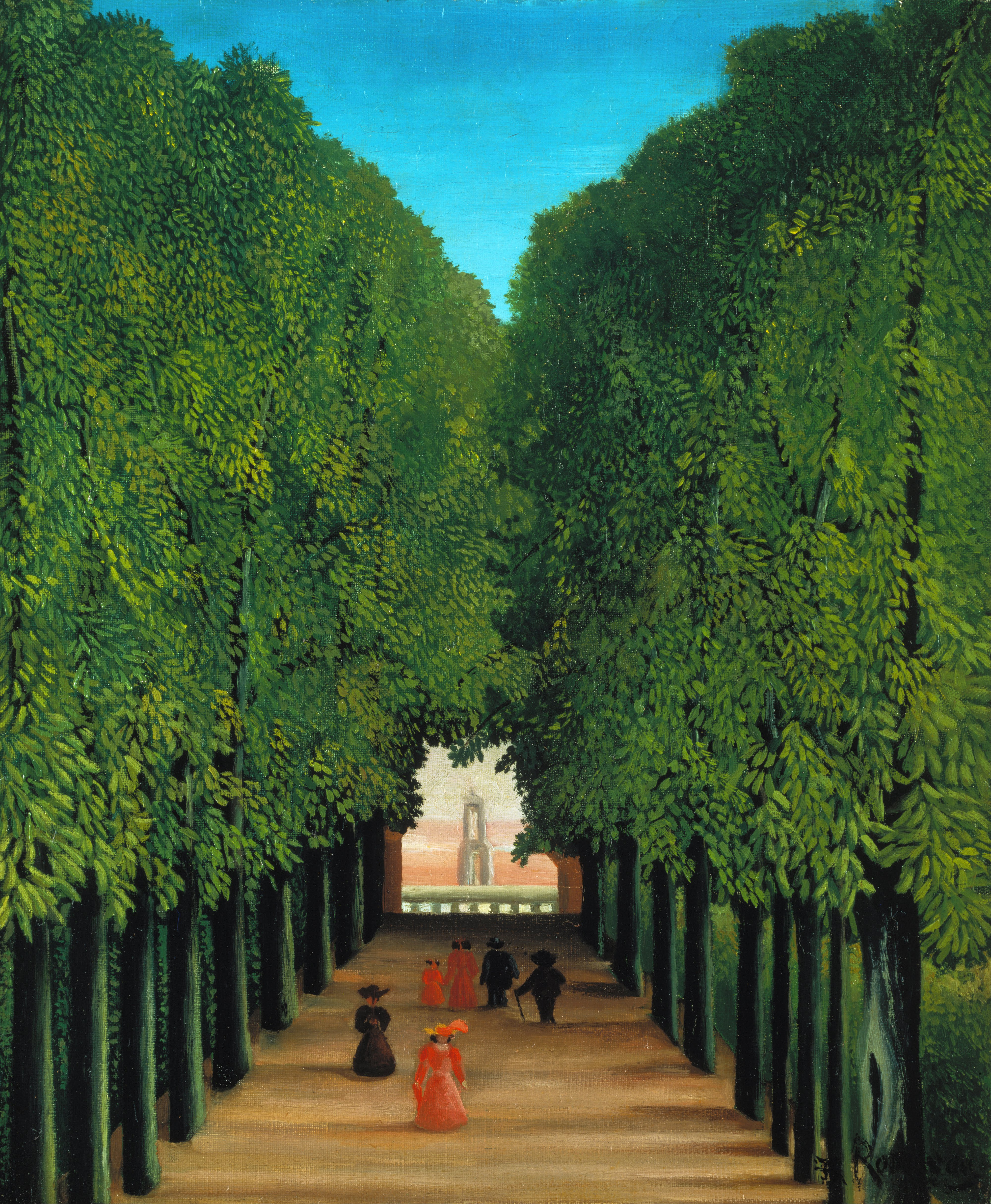
منظری در پارک سن-کلو رنگ‌روغن روی بوم، ۱۹۰۸ م. موزه اشتادل
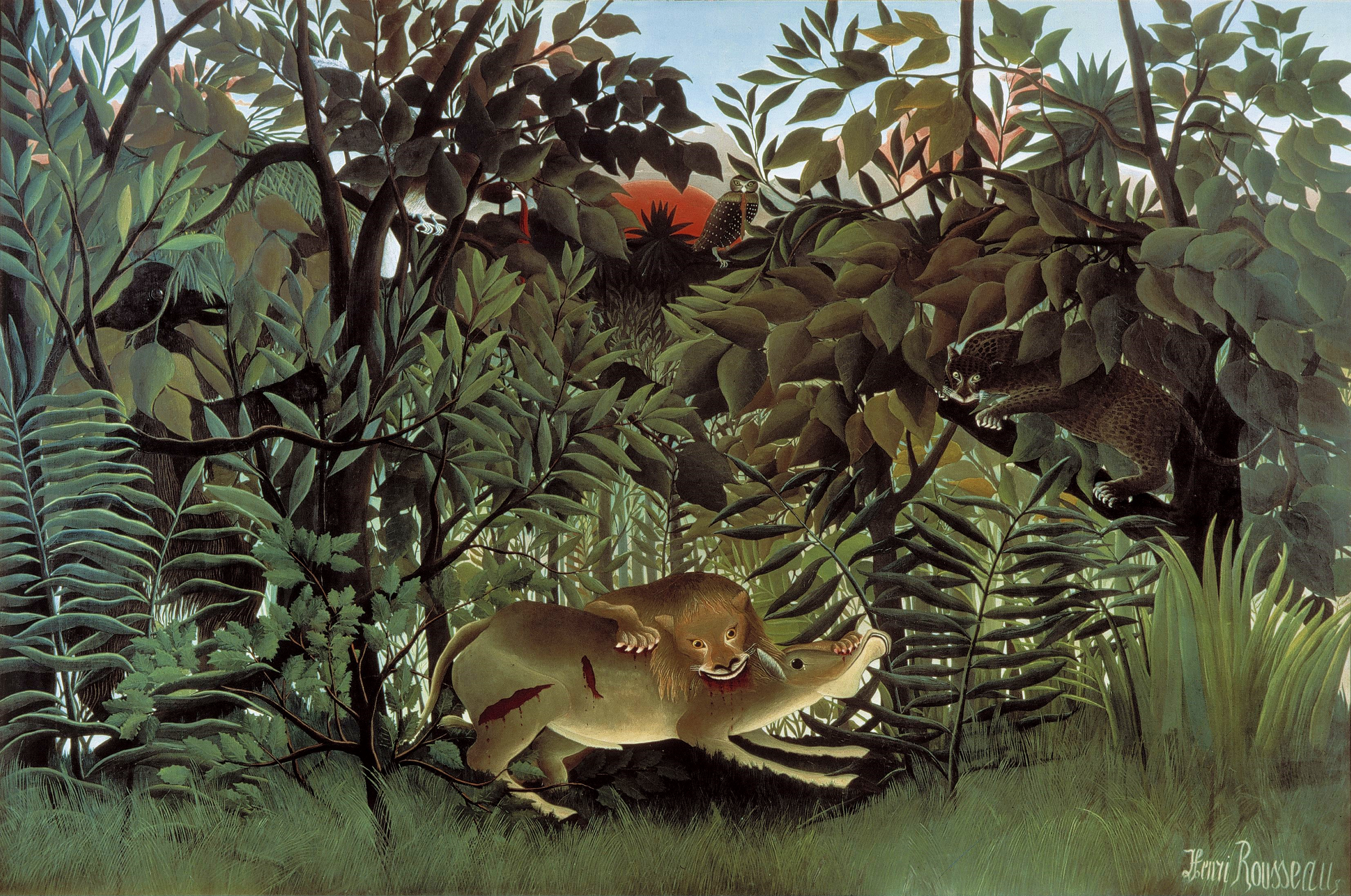
شیر گرسنه خود را روی آنتولوپ می‌اندازد رنگ‌روغن روی بوم، ۱۹۰۵.
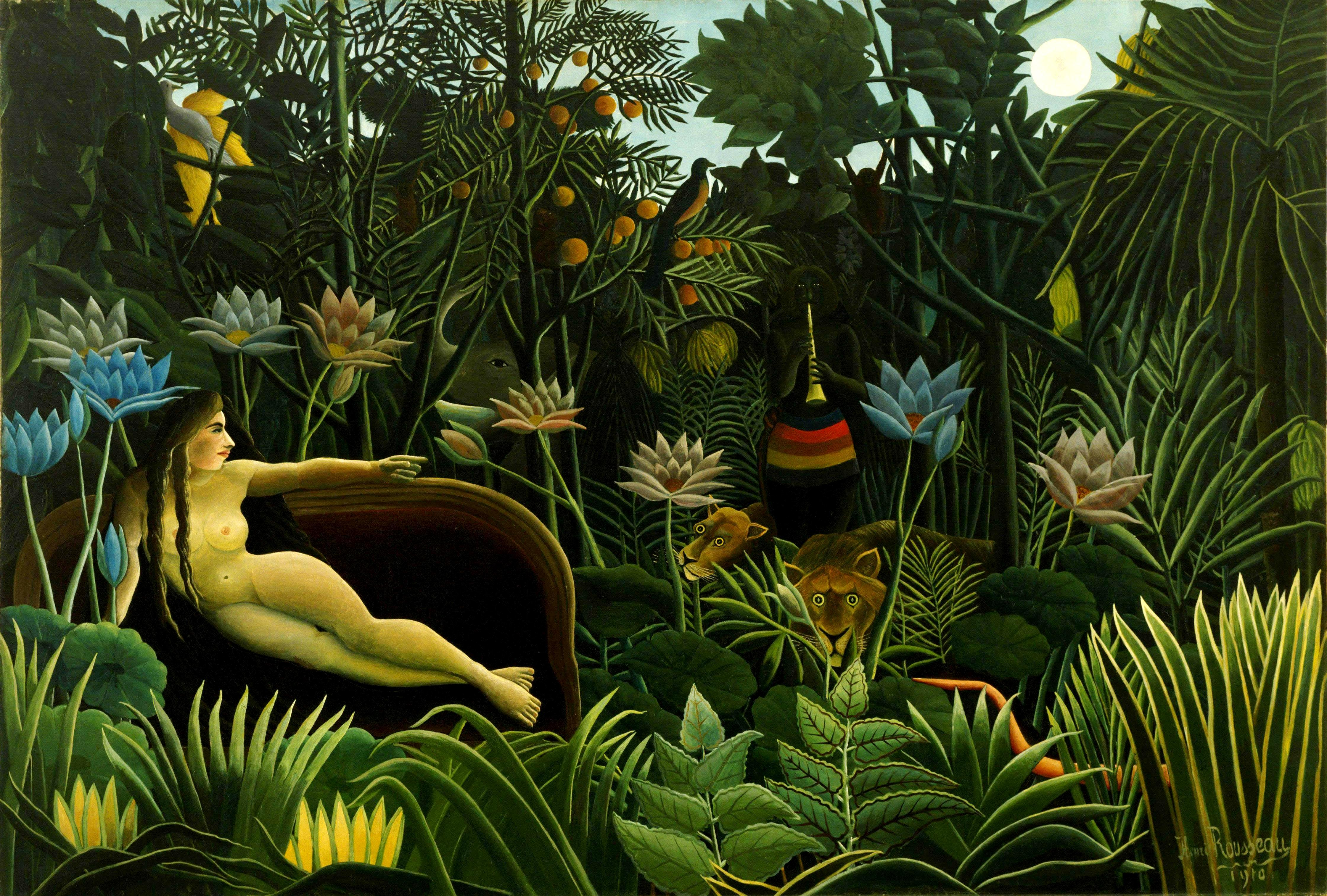
رویا رنگ‌روغن روی بوم، ۱۹۱۰. موزه هنر مدرن
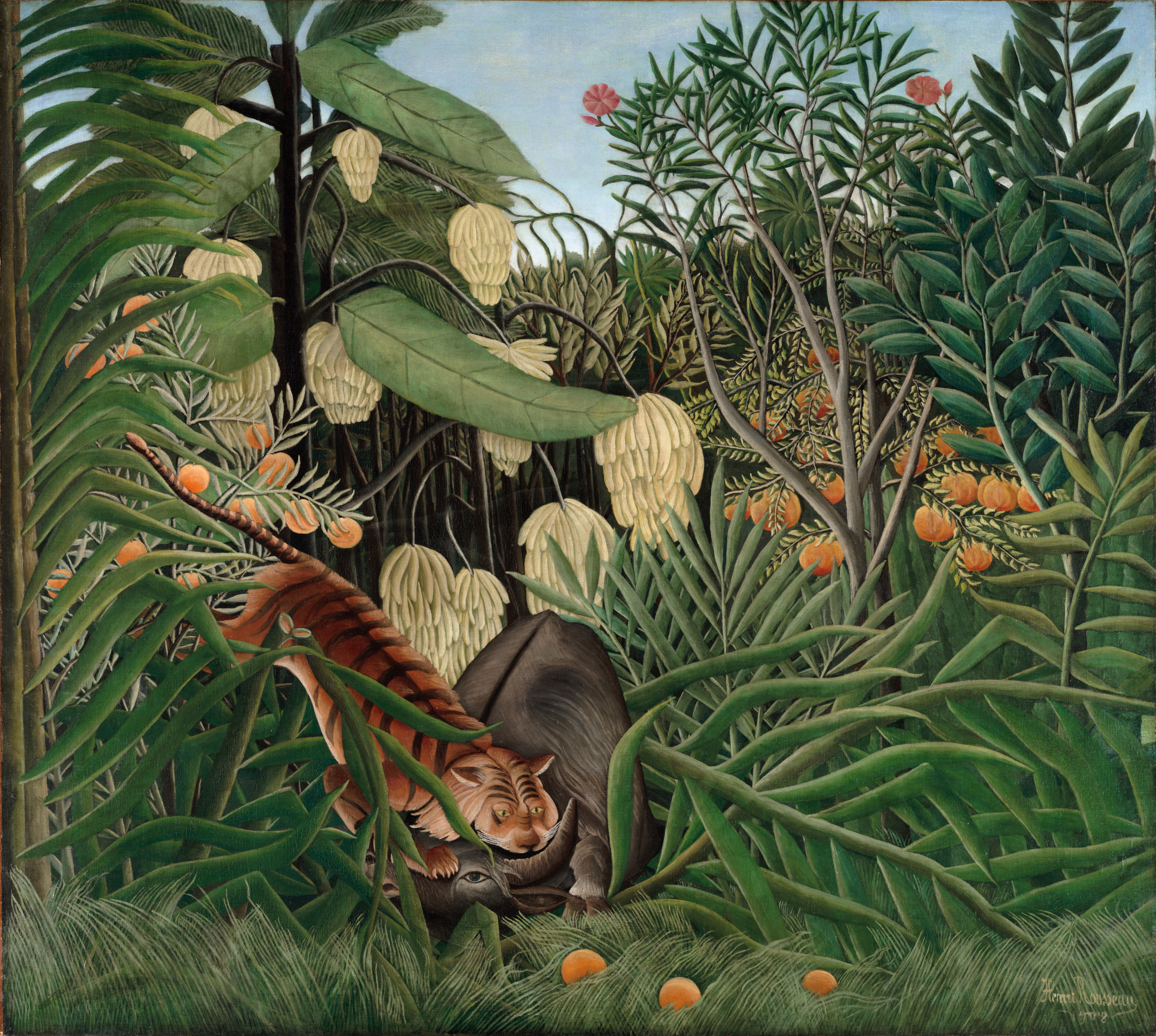
نبرد ببر و بوفالو. رنگ‌روغن روی بوم، ۱۹۰۸. موزه هنر کلیولند
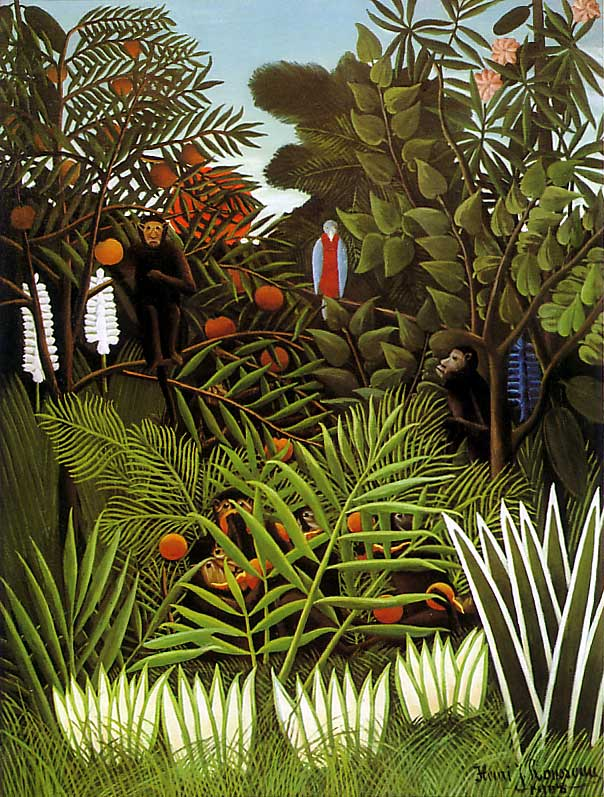
منظرهٔ مرموز. رنگ‌روغن روی بوم، ۱۹۰۸.
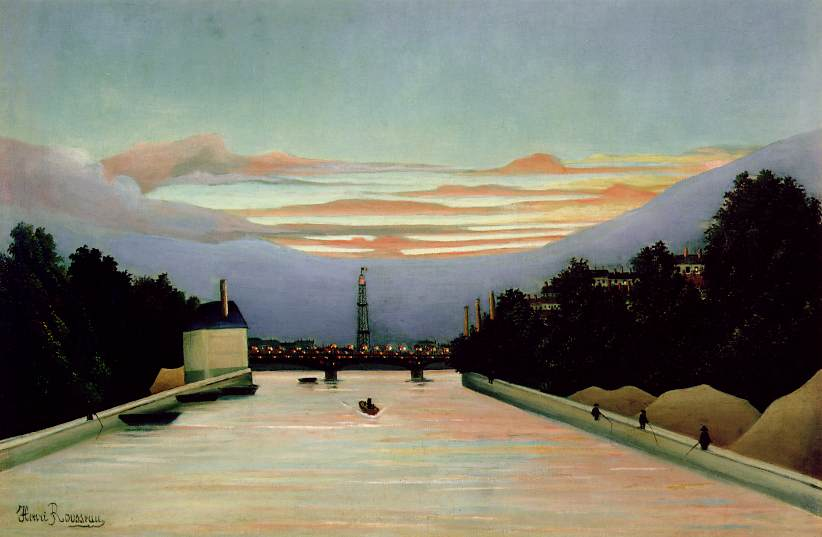
برج ایفل. رنگ‌روغن روی بوم، ۱۸۹۸.
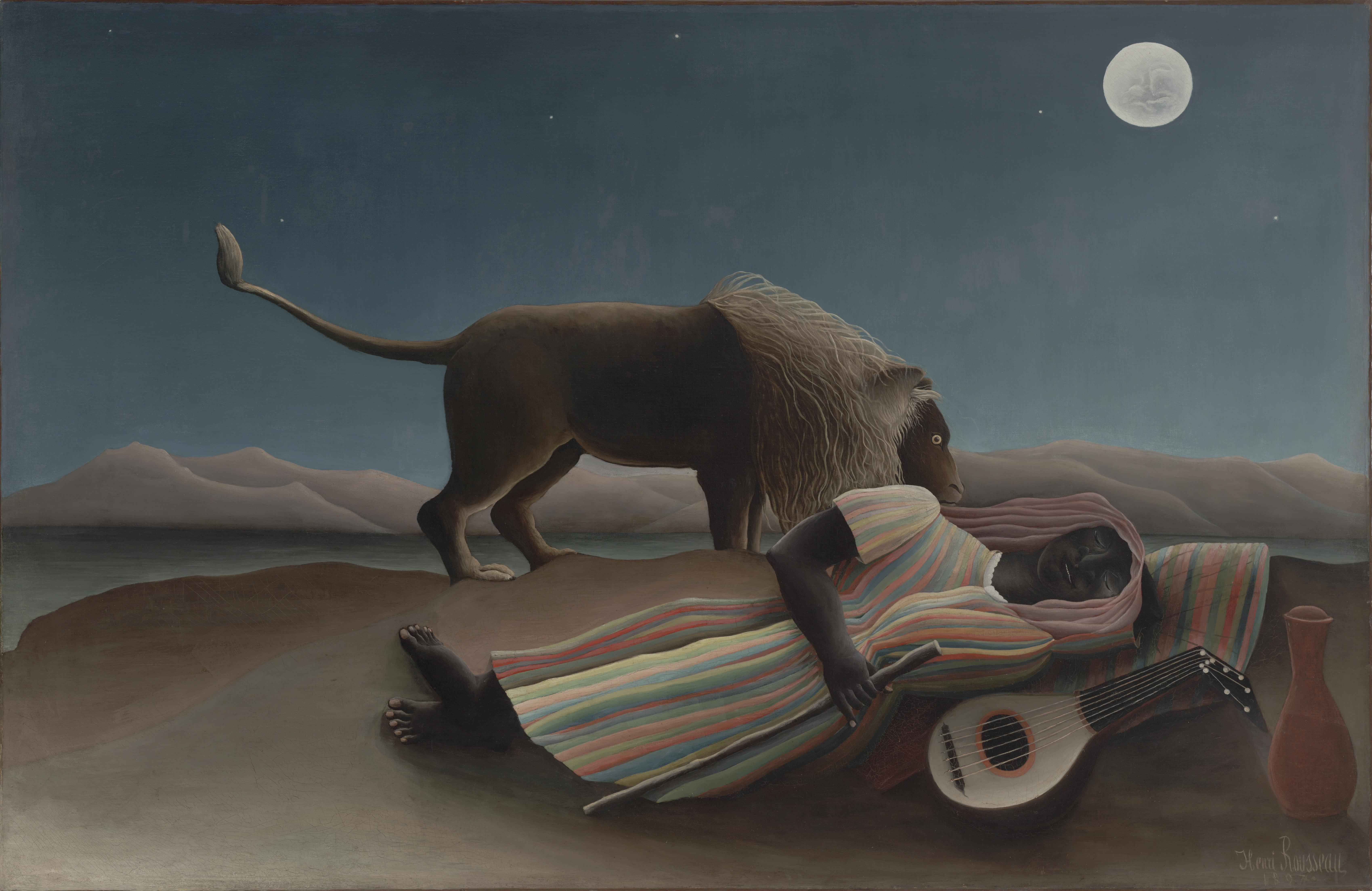
کولی خفته رنگ‌روغن روی بوم، ۱۸۹۷. موزه هنر مدرن
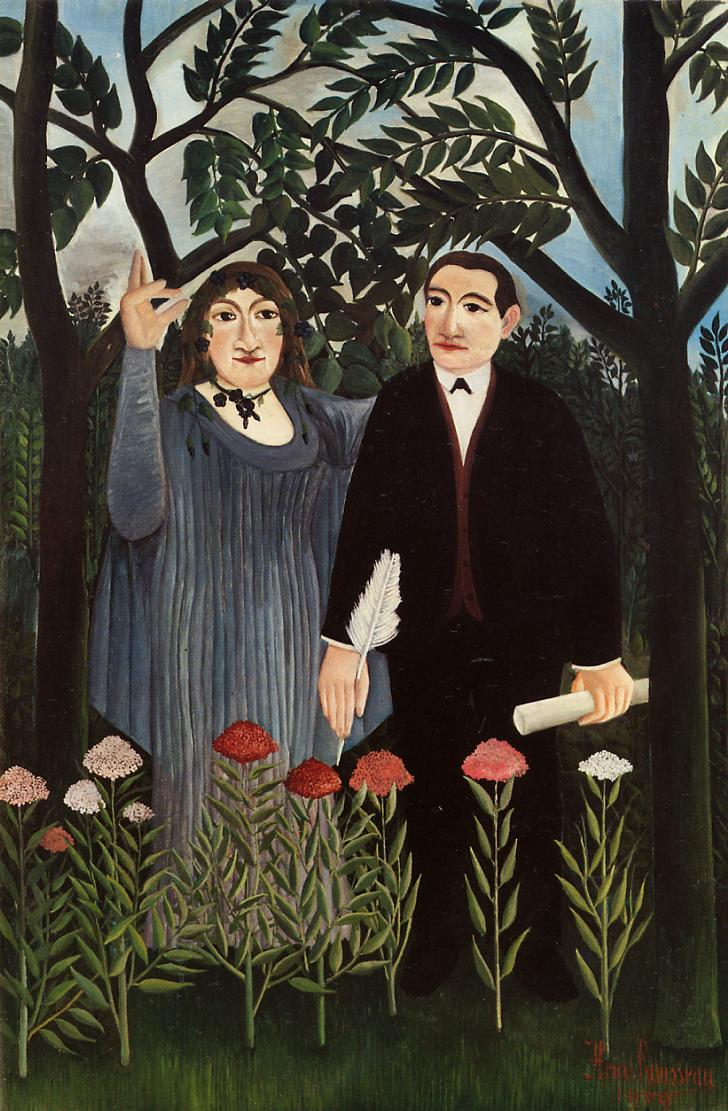
الههٔ شعر الهام‌بخش شاعر. رنگ‌روغن روی بوم، ۱۹۰۹.
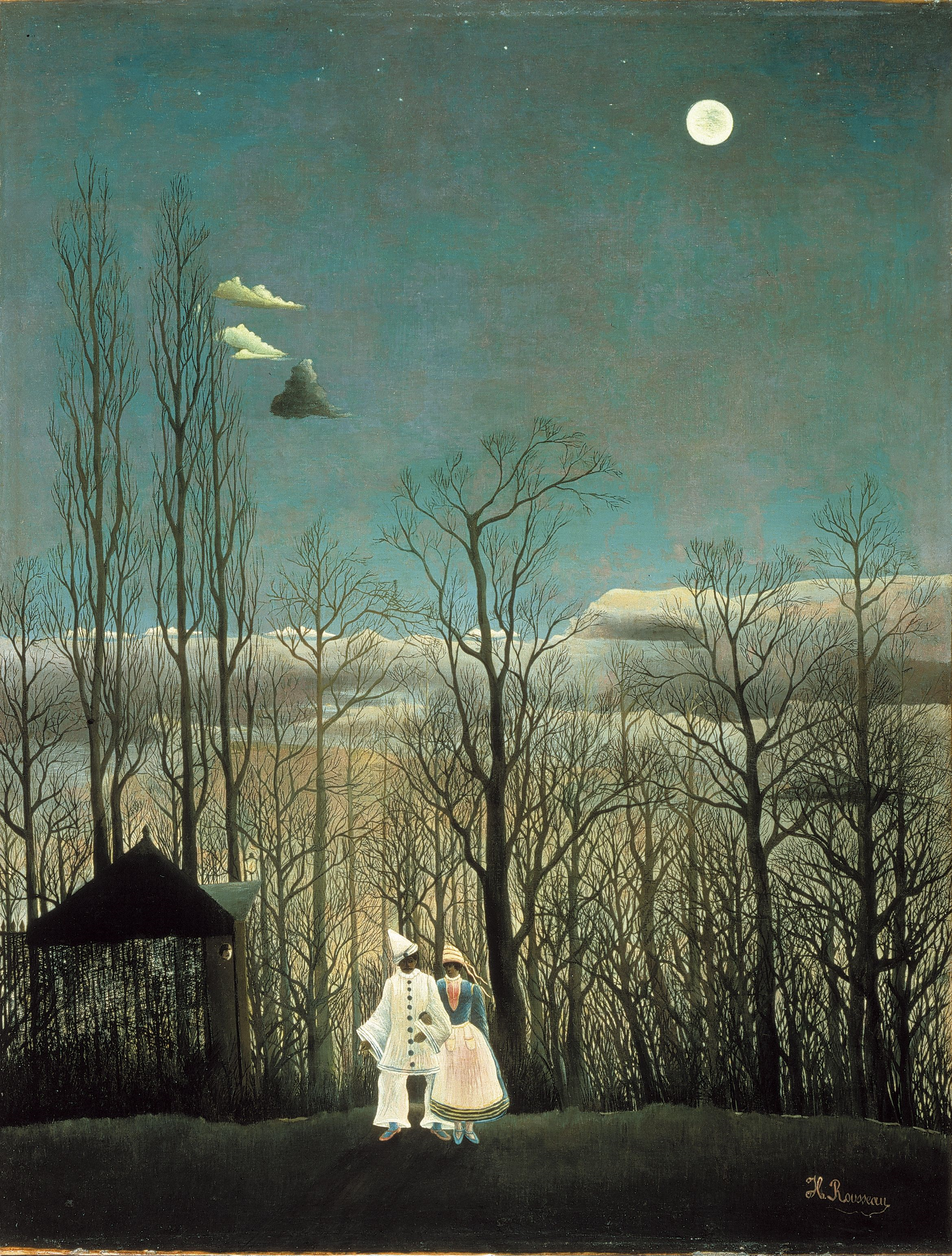
یک جشن عصرانه. رنگ‌روغن روی بوم، ۱۸۸۶.
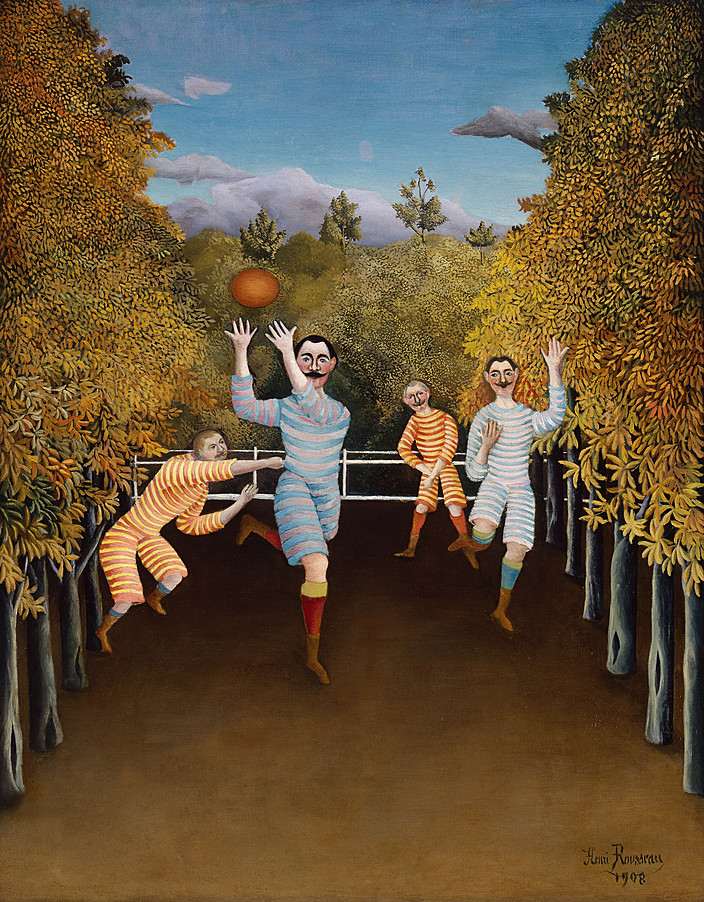
بازیکنان فوتبال. رنگ‌روغن روی بوم، ۱۹۰۸.
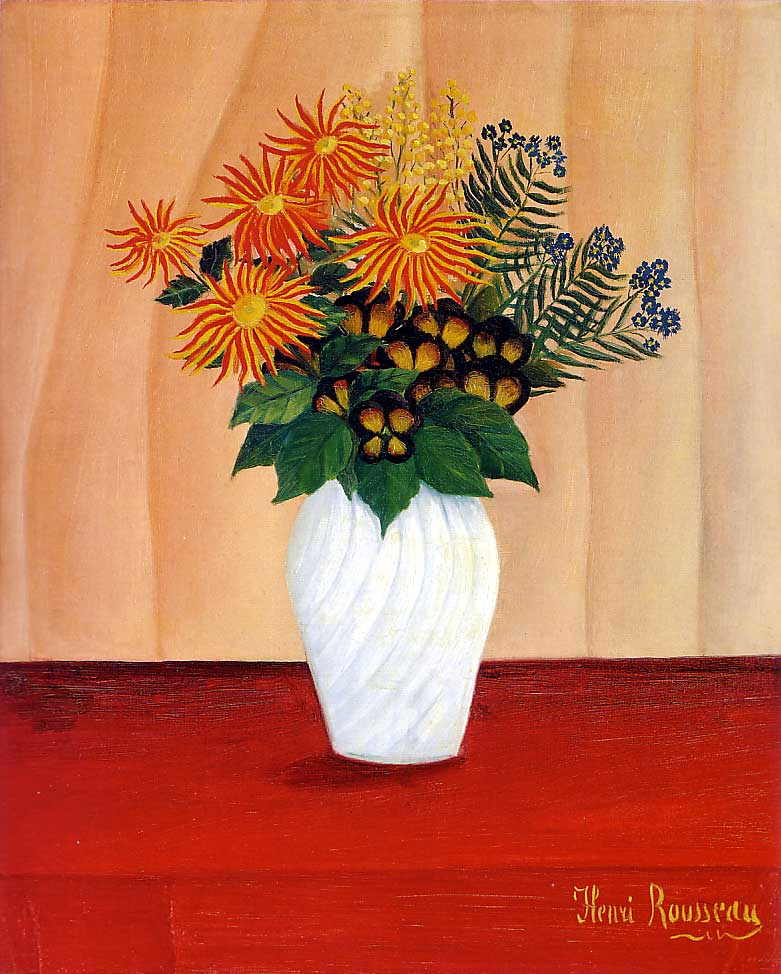
دسته گل. رنگ‌روغن روی بوم، ۱۹۱۰.
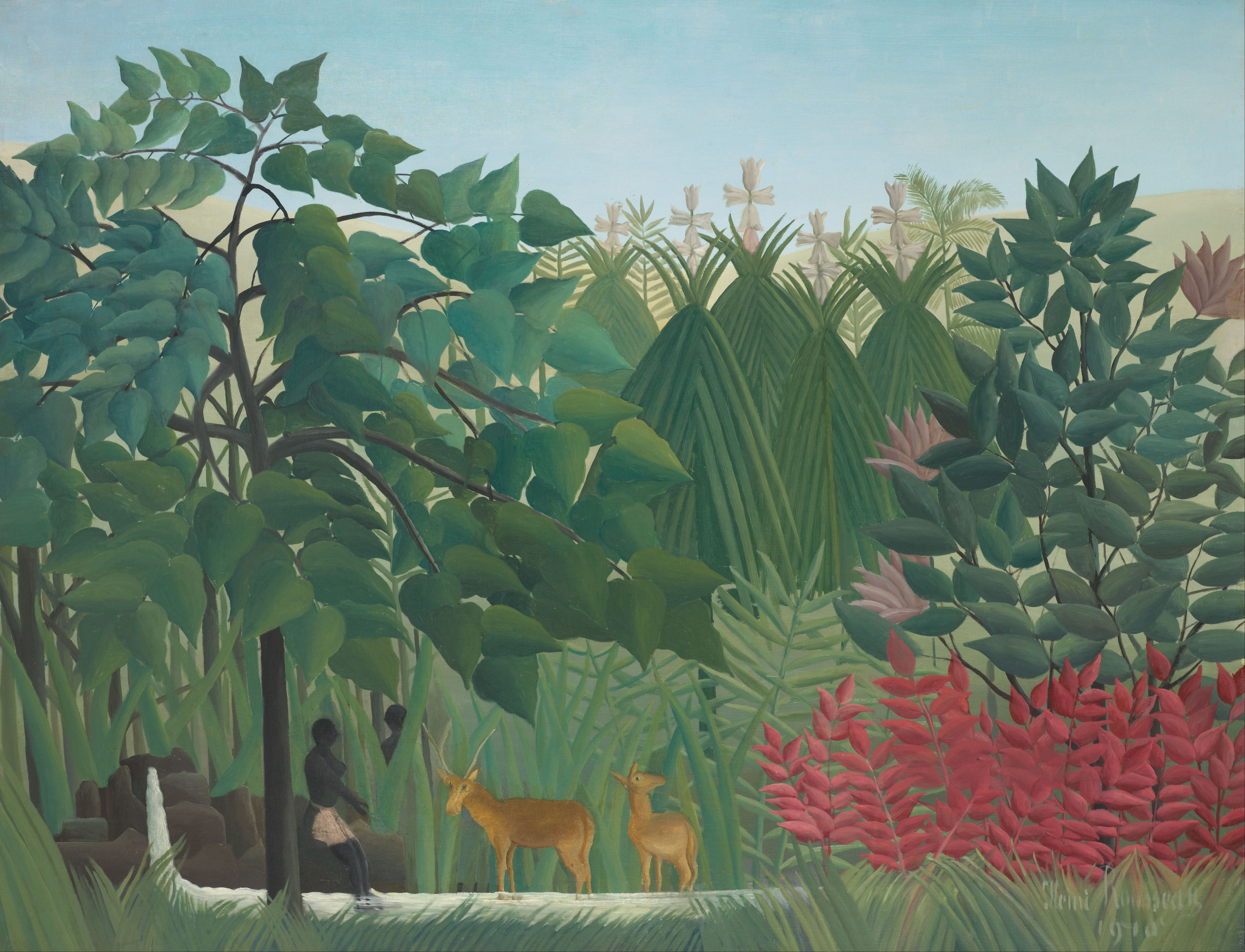
آبشار رنگ‌روغن روی بوم، ۱۹۱۰ م. مؤسسه هنر شیکاگو
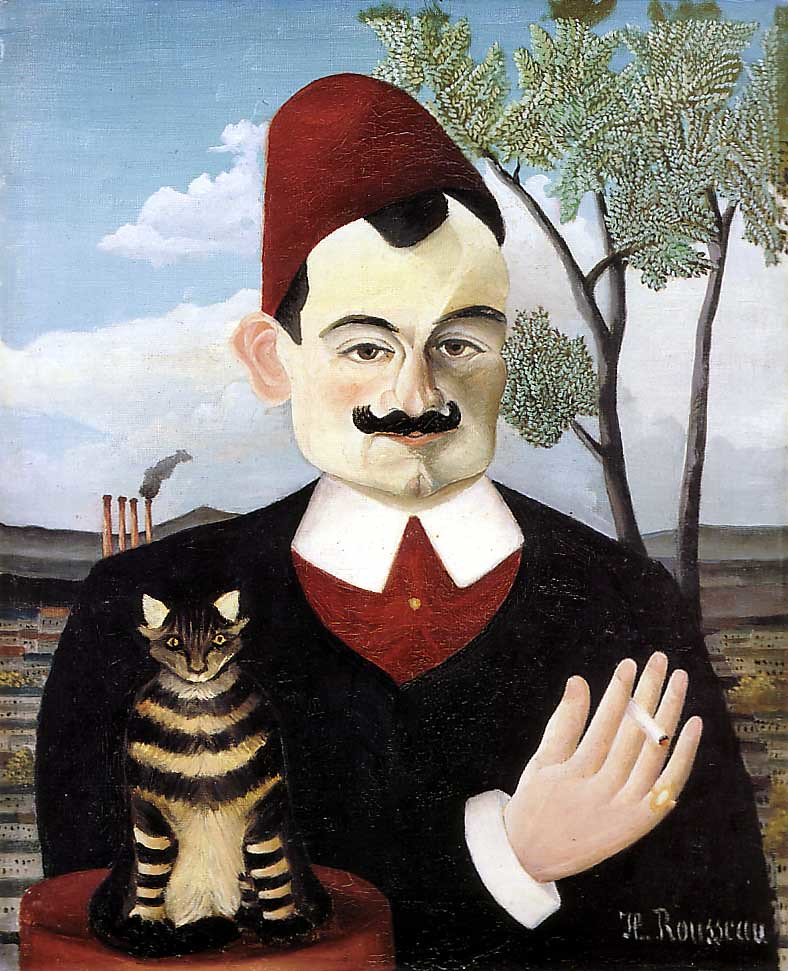
پیر لوتی, ۱۹۱۰, کونستهاوس زوریخ, سوئیس